# Pollastre bang bang
Pollastre bang bang (xinès tradicional: 棒棒雞, xinès simplificat: 棒棒鸡, pinyin: bàng bàng jī, literalment 'pollastre pal pal'), a vegades també conegut com a pollastre bam bam o pollastre bon bon, és un plat de pollastre popular a la cuina xinesa. El nom del plat deriva de la paraula xinesa per a pal, bàng (棒), que fa referència al bastó o garrot que s'utilitza tradicionalment per mor de fer la carn més tendra.

## Origen
El pollastre bang bang és originari de la gastronomia urbana de la província xinesa de Sichuan. Alguns historiadors de l'alimentació creuen que es va originar concretament al petit poble de Hang Yang Ba a principis del segle xx. Tot i que el nom del plat prové de la paraula en xinès per a pal, bàng (棒), pel bastó o garrot de fusta que hom utilitza per entendrir la carn, l'etimologia popular afirma que el nom prové del so que fa la carn quan és colpejada per a entendrir-la. Aquesta etimologia popular però ha estat refutada pels lingüistes.

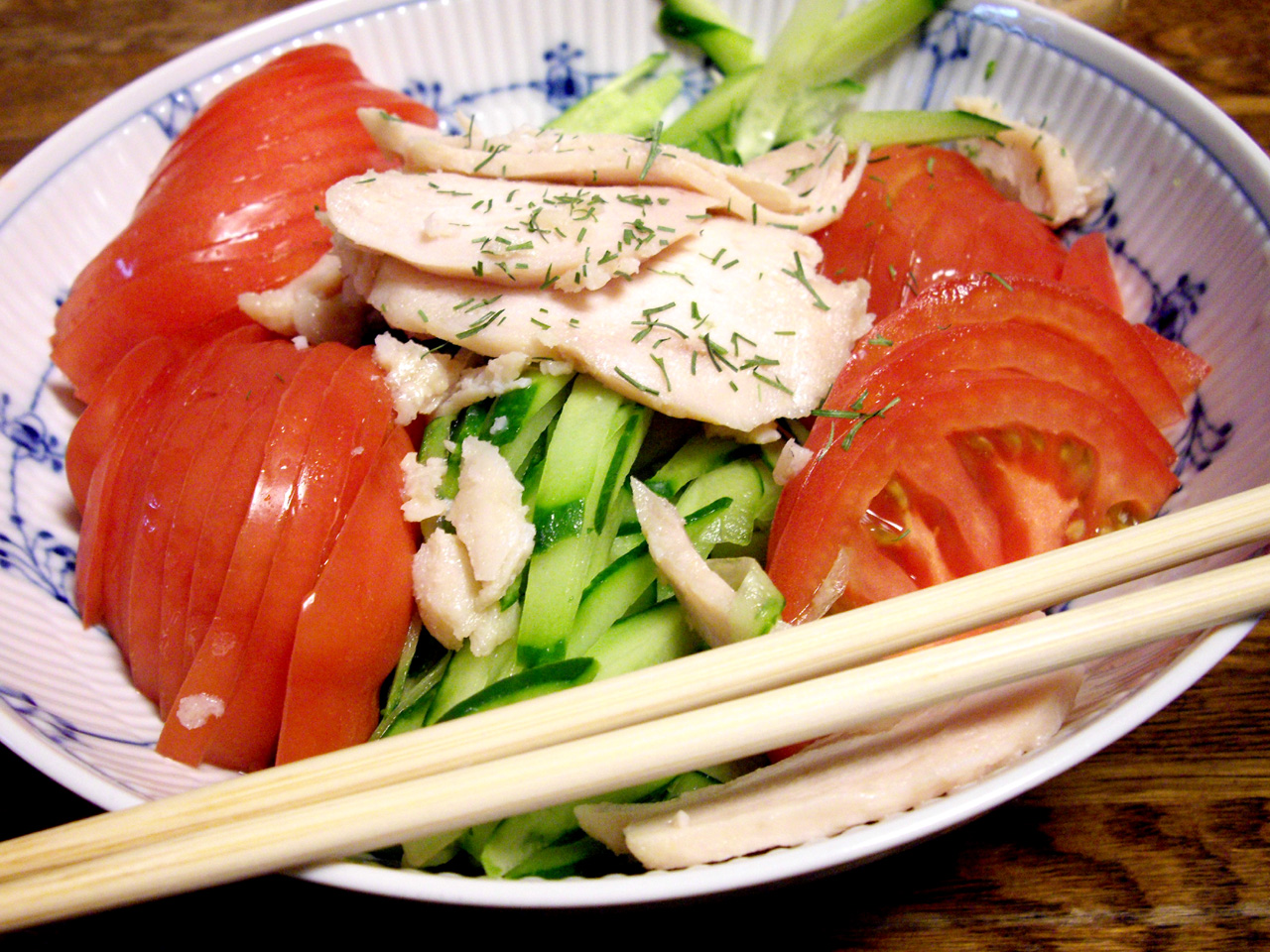
Pollastre bang bang servit sense salsa i acompanyat d'amanida de tomàquet i cogombre.

## Preparació
El pollastre bang bang es prepara cuinant el pollastre al vapor. Una vegada el pollastre és cuit es colpeja amb pals per entendrir-lo i posteriorment picar-lo a trossos. En les receptes tradicionals, la carn picada es rega amb una salsa feta amb pasta de sèsam, oli de vitxo, pebre de Sichuan i vinagre. També s'hi afegeixen herbes fresques. Les variacions de la salsa poden incloure pebrots, cacauets, all, gingebre i salsa de soia. Tradicionalment se serveix amb cogombres tallats en tires finíssimes.

## Variacions

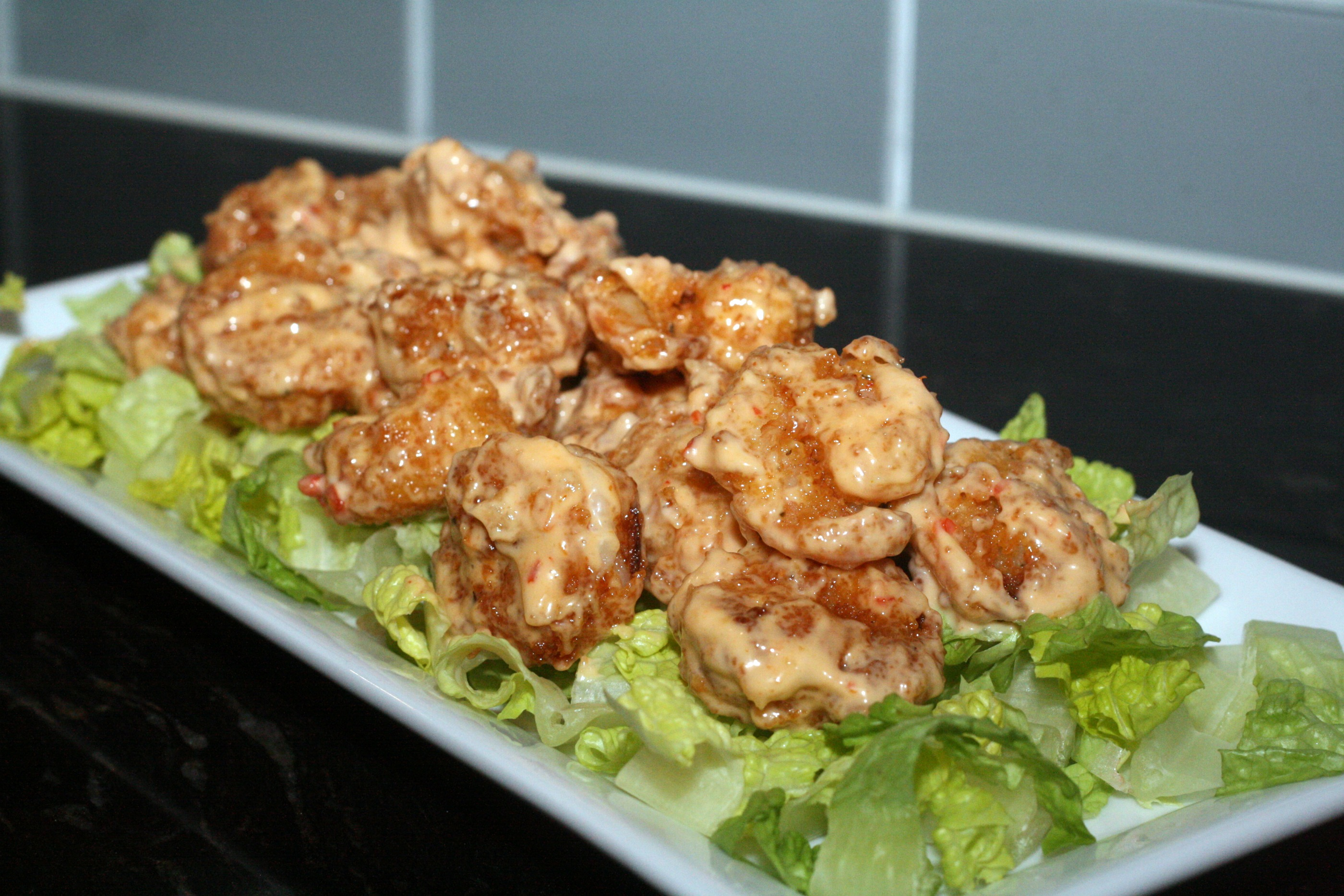
Gambes bang bang.

La gastronomia sinoestatunidenca ha adaptat i occidentalitzat la recepta del pollastre bang bang en diverses variacions del plat. Moltes d'aquestes variants es basen en pollastre o gambes arrebossats i fregits amb una salsa de maionesa. Aquestes receptes, com ara la de les gambes bang bang, es varen popularitzar gràcies a cadenes de menjar ràpid estatunidenques com Bonefish Grill i tenen poca semblança amb el plat xinès original. Una de les variacions més populars als Estats Units es prepara arrebossant trossos de pollastre desossat amb farina de galeta i fregint-los. Un cop arrebossats, els trossos de pollastre es cobreixen amb una salsa a base de maionesa i salsa de vitxo dolç (una salsa popular als EUA coneguda en anglès com a sweet chili sauce).

### Gambes bang bang
Com s'ha esmentat, hom considera les gambes bang bang com el plat que originà les variants de les receptes bang bang a de maionesa als Estats Units. Les gambes bang bang es preparen de manera similar al pollastre bang bang a l'estil americà, però fent servir gambes senceres en comptes de trossos de pollastre.